# 羽子錦徳三郎
羽子錦 徳三郎（はねにしき とくさぶろう、1935年10月17日 - 1973年11月19日）は、兵庫県尼崎市南武庫之荘出身で高嶋部屋に所属した大相撲力士。本名は辰巳 徳三郎（たつみ とくさぶろう）。最高位は東前頭10枚目（1960年1月場所）。得意手は右四つ、寄り。現役時代の体格は180cm、135kg。

## 来歴・人物
実家は米屋で、弟が1人、妹が3人いた。
中学を卒業後、尼崎市議会議員の福田氏の口利きで高嶋部屋へ入門し、1952年1月場所で初土俵。
なお、同期生には、後の関脇・小城ノ花や同・房錦などがいた。
初土俵の場所では番付外で好成績を挙げたため後半は新序に昇格して相撲を取り、そこでも勝ち越したので、同年5月場所では序ノ口を飛び越して序二段に付け出された。
以降も順調に出世し、1956年1月場所で新十両に昇進。しかし、十両筆頭に在ったこの年の9月場所中に、右肘骨折という怪我に見舞われた。そして、同場所と翌場所を休場してからは出世も鈍ってしまった。
その後、1958年5月場所で新入幕。通算12場所幕内を務めるも、先述の肘の負傷が尾を引き、幕内上位への進出は叶わなかった。以後は糖尿病を患うなど満足な状態で戦う事も難しくなり、最後は幕下まで陥落して、1962年9月場所限りで引退。
年寄名跡を取得していなかったため、引退後、直ちに角界を去った。
その後は故郷の尼崎市でアパート経営に携っていたが、1973年11月に病気のため、38歳で死去。
なお現役晩年に於いての所属は、1961年5月場所より師匠（元小結・巴潟）が高嶋から友綱へ名跡を変更した事に伴い、友綱部屋となっていた。

## エピソード
- 東十両筆頭で迎えた1960年7月場所では、9勝6敗と再入幕確定の成績を残した。だが、東十両3枚目で11勝4敗と大勝ちした羽黒花と東十両5枚目で14勝1敗と更に大きく勝ち越して十両優勝も遂げた花田（後の横綱・栃ノ海）の2人が優先され、幕内から十両へ落ちる力士が2人しかいなかった事もあって翌場所も同じ地位に留め置かれた。

東十両筆頭で3点勝ち越した力士が入幕できなかった事例は、各場所ごとの番付発表が行われるようになった1933年から現在に至るまで、羽子錦が経験したこの1例のみである。
＊2024年7月13日放送の「大相撲どすこい研」で、幕内在位中の14日目の勝率1位力士として紹介された。

## 主な戦績
- 通算成績：336勝296敗42休 勝率.532
- 幕内成績：80勝95敗5休 勝率.457
- 現役在位：52場所
- 幕内在位：12場所

### 場所別成績
| | 一月場所 初場所（東京） | 三月場所 春場所（大阪） | 五月場所 夏場所（東京） | 七月場所 名古屋場所（愛知） | 九月場所 秋場所（東京） | 十一月場所 九州場所（福岡） |
| --- | ----------------------- | ----------------------- | ----------------------- | --------------------------- | ----------------------- | --------------------------- |
| 1952年 （昭和27年） | 東新序 2–1              | x                       | 西序二段21枚目 3–5      | x                           | 東序二段20枚目 6–2      | x                           |
| 1953年 （昭和28年） | 東三段目47枚目 5–3      | 西三段目33枚目 3–5      | 西三段目37枚目 4–4      | x                           | 西三段目33枚目 4–4      | x                           |
| 1954年 （昭和29年） | 西三段目31枚目 6–2      | 東三段目8枚目 5–3       | 東幕下42枚目 5–3        | x                           | 東幕下31枚目 3–5        | x                           |
| 1955年 （昭和30年） | 西幕下35枚目 6–2        | 東幕下25枚目 4–4        | 東幕下22枚目 6–2        | x                           | 東幕下9枚目 7–1         | x                           |
| 1956年 （昭和31年） | 西十両19枚目 8–7        | 西十両14枚目 11–4       | 西十両7枚目 11–4        | x                           | 東十両筆頭 2–1–12       | x                           |
| 1957年 （昭和32年） | 西十両6枚目 休場 0–0–15 | 西十両17枚目 8–7        | 東十両15枚目 8–7        | x                           | 西十両12枚目 7–8        | 東十両13枚目 10–5           |
| 1958年 （昭和33年） | 西十両10枚目 11–4       | 東十両2枚目 11–4        | 東前頭17枚目 8–7        | 東前頭17枚目 8–7            | 西前頭15枚目 7–8        | 東前頭17枚目 9–6            |
| 1959年 （昭和34年） | 西前頭14枚目 4–6–5      | 東十両筆頭 9–6          | 西前頭20枚目 5–10       | 東十両5枚目 10–5            | 東十両2枚目 9–6         | 西前頭14枚目 9–6            |
| 1960年 （昭和35年） | 東前頭10枚目 6–9        | 東前頭12枚目 6–9        | 東前頭16枚目 6–9        | 東十両筆頭 9–6              | 東十両筆頭 4–11         | 西十両7枚目 9–6             |
| 1961年 （昭和36年） | 東十両4枚目 10–5        | 東前頭15枚目 7–8        | 東前頭15枚目 5–10       | 東十両4枚目 8–7             | 西十両3枚目 6–9         | 東十両7枚目 8–7             |
| 1962年 （昭和37年） | 東十両3枚目 6–9         | 西十両6枚目 6–9         | 東十両11枚目 7–8        | 東十両12枚目 1–11–3         | 西幕下11枚目 引退 0–0–7 | x                           |
| 各欄の数字は、「勝ち-負け-休場」を示す。 優勝 引退 休場 十両 幕下 三賞：敢=敢闘賞、殊=殊勲賞、技=技能賞 その他：★=金星 番付階級：幕内 - 十両 - 幕下 - 三段目 - 序二段 - 序ノ口 幕内序列：横綱 - 大関 - 関脇 - 小結 - 前頭（「#数字」は各位内の序列） |                         |                         |                         |                             |                         |                             |

### 幕内対戦成績
| 力士名 | 勝数 | 負数 | 力士名   | 勝数 | 負数 | 力士名 | 勝数 | 負数 | 力士名         | 勝数 | 負数 |
| ------ | ---- | ---- | -------- | ---- | ---- | ------ | ---- | ---- | -------------- | ---- | ---- |
| 青ノ里 | 1    | 1    | 愛宕山   | 2    | 4(1) | 天津灘 | 0    | 2    | 荒岐山         | 2    | 0    |
| 泉洋   | 2    | 2    | 岩風     | 1    | 1    | 及川   | 1    | 4    | 追手山         | 0    | 1    |
| 大内山 | 1    | 0    | 小城ノ花 | 2    | 4    | 海山   | 3    | 3    | 金ノ花         | 4    | 0    |
| 北葉山 | 1    | 1    | 清恵波   | 1    | 2    | 清ノ森 | 2    | 0    | 鬼竜川         | 2    | 3    |
| 国登   | 0    | 3    | 鯉の勢   | 2    | 2    | 潮錦   | 0    | 4    | 信夫山         | 2    | 1    |
| 信夫竜 | 0    | 2    | 嶋錦     | 2    | 2    | 高錦   | 2    | 0    | 玉乃海         | 1    | 1    |
| 玉響   | 1    | 2    | 常錦     | 3    | 2    | 鶴ヶ嶺 | 0    | 2    | 富樫           | 1    | 0    |
| 時津山 | 1    | 0    | 時錦     | 0    | 1    | 栃ノ海 | 2    | 0    | 栃光           | 0    | 1    |
| 豊ノ海 | 1    | 0    | 鳴門海   | 3    | 1    | 成山   | 0    | 1    | 羽嶋山         | 1    | 0    |
| 広瀬川 | 1    | 0    | 福田山   | 2    | 3    | 福乃海 | 1    | 0    | 冨士錦         | 0    | 2    |
| 双ツ龍 | 4    | 2    | 星甲     | 4    | 2    | 前ヶ潮 | 1    | 0    | 前ノ山(佐田岬) | 0    | 2    |
| 松登   | 1    | 4    | 宮錦     | 2    | 2    | 八染   | 2    | 1    | 若杉山         | 1    | 3    |
| 若瀬川 | 1    | 0    | 若秩父   | 0    | 3    | 若ノ海 | 0    | 1    | 若乃國         | 0    | 3    |
| 若葉山 | 2    | 3    | 若前田   | 1    | 2    | 若三杉 | 1    | 2    |                |      |      |

## 改名歴
- 羽子錦 徳三郎（はねにしき とくさぶろう）1952年5月場所 - 1958年7月場所
- 羽子錦 徳次郎（ - とくじろう）1958年9月場所 - 1959年3月場所
- 雷虎山 徳三郎（らいこざん とくさぶろう）1959年5月場所
- 羽子錦 徳次郎（はねにしき とくじろう）1959年7月場所 - 同年9月場所
- 羽子錦 徳三郎（ - とくさぶろう）1959年11月場所 - 1962年7月場所
- 辰巳 徳三郎（たつみ - ）1962年9月場所